# El Mulato, Las Choapas
El Mulato är en ort i Mexiko.   Den ligger i kommunen Las Choapas och delstaten Veracruz, i den sydöstra delen av landet, 600 km öster om huvudstaden Mexico City. El Mulato ligger 28 meter över havet och antalet invånare är 295.
Terrängen runt El Mulato är huvudsakligen platt, men norrut är den kuperad. Runt El Mulato är det ganska glesbefolkat, med 29 invånare per kvadratkilometer. Närmaste större samhälle är Nueva Tabasqueña, 17,2 km öster om El Mulato. Omgivningarna runt El Mulato är en mosaik av jordbruksmark och naturlig växtlighet.